# Harold Webster

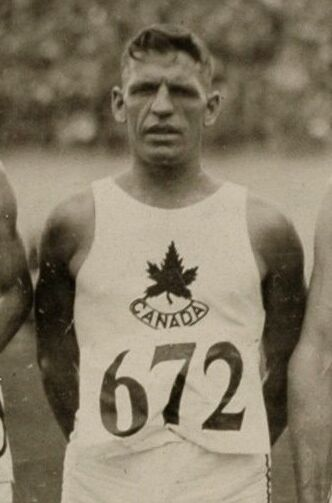
Harold Webster (1928)

Harold Webster (* 18. Januar 1895 in Newhall, Derbyshire; † November 1958) war ein kanadischer Marathonläufer britischer Herkunft.
1927 wurde er bei seinem Debüt Zweiter in 2:58:32 h bei einem nationalen Ausscheidungsrennen für die Olympischen Spiele 1928, wurde er letztendlich nicht nominiert. 1930 wurde er Vierter beim Boston-Marathon und Zehnter über sechs Meilen bei den British Empire Games in Hamilton.
1931 gewann er das kanadische Ausscheidungsrennen für die Olympischen Spiele 1932 mit seiner persönlichen Bestzeit von 2:37:46 h, ohne jedoch bei den Spielen zu starten. 1933 wurde er erneut Vierter in Boston und gewann einen Marathon in Hamilton in 2:40:30.
1934 gewann er in 2:44:32 das nationale Ausscheidungsrennen für die British Empire Games in London, bei denen er mit gut viereinhalb Minuten Vorsprung in 2:40:36 siegte. 
1936 wurde er in 3:01:06 Kanadischer Meister und qualifizierte sich damit für die Olympischen Spiele in Berlin, bei denen er jedoch nicht das Ziel erreichte.
1927 und 1929 wurde er Kanadischer Meister über fünf Meilen, 1931 über sechs Meilen.
Er starb an den Folgen von Kopfverletzungen, die er sich bei einem Fahrradunfall zugezogen hatte.